# 韦莱梅尔
韦莱梅尔，是匈牙利沃什州所辖的一个村，总面积9.55平方公里，总人口84，人口密度8.8人/平方公里（2010年1月1日）。